# مجمع‌الجزایر گالاپاگوس (رمان)
مجمع‌الجزایر گالاپاگوس (به انگلیسی: Galápagos) یازدهمین رمان کرت وانه‌گت، نویسنده نامدار آمریکایی است که برای اولین بار در سال ۱۹۸۵ بدست انتشارات Delacorte منتشر شد. نام کتاب از مجمع‌الجزایر گالاپاگوس که بخشی از داستان در آن می‌گذرد آمده‌است و همچنین نشان‌دهنده تئوری تکامل چارلز داروین است که ونه‌گات در این کتاب آن را نیز بکار گرفته‌است.

## داستان
این کتاب، داستان گروه کوچکی از افراد است که پس از یک بحران بزرگ اقتصادی به سفری دریایی رفته و کشتی‌شان در جزیره خیالی سانتا روزالیا در مجمع‌الجزایر گالاپاگوس خراب می‌شود. چندی بعد از آن یک بیماری مسری، تمامی انسان‌های روی کره زمین را نابارور می‌کند به‌جز افرادی که در جزیره سانتا روزالیا گرفتار شده‌اند. در چندین میلیون سال، بازماندگان این افراد که تنها نمونه‌های انسان‌های باقی‌مانده در زمین هستند به گونه‌ای خزدار شبیه به فک‌های دریایی که قادر به راه رفتن بر روی دو پا نیز هست تبدیل می‌شوند؛ آن‌ها پوزه‌ای با دندان برای شکار ماهی، جمجمه‌ای دگرگون‌شده و دستانی شبیه به باله به همراه انگشت پیدا می‌کنند.
راوی داستان، روح سرگردان لئون تروتسکی تراوت فرزند کیلگور تراوت (نویسنده علمی-تخیلی‌نویسی که ونه‌گات خودش آن را ساخته و در کتاب‌هایش از او و داستان‌هایش نام می‌برد) است که چندین سال آخر زندگی انسان‌ها را تماشا می‌کند. لئون یک سرباز جنگ ویتنام بوده که به خاطر کشتارها ناراحت شده و از خدمت فرار می‌کند و به سوئد پناهنده می‌شود. او به کارگر کشتی‌سازی تبدیل می‌شود و در هنگام ساخت کشتی باهیا د داروین بر اثر حادثه‌ای می‌میرد. این کشتی همانیست که بعدها در سفر طبیعی قرن بکار گرفته می‌شود؛ سفری که در هنگام بحران اقتصادی برای برخی افراد مشهور برگزار شده‌بود تا از جزایر گالاپاگوس دیدن کنند و سرانجام همین کشتی بود که نسل انسان‌ها را از خطر انقراض نجات داد.
کیلگور تراوت چهار بار بر پسرش حاضر شده و از او می‌خواهد که به تونل آبی‌رنگ که او را به جهان دیگر وارد می‌کند بیاید اما لئون قبول نمی‌کند. در بار آخر او هشدار می‌دهد که اگر وارد نشود او و تونل تا یک میلیون سال دیگر نمی‌آیند که همین عدم قبول او باعث می‌شود که برای یک میلیون سال به مشاهده تغییر آهسته انسان‌های باقی‌مانده به پستانداران آبزی بپردازد. این پورسه تغییر از یک زن ژاپنی شروع می‌شود که دختر بزرگ یکی از بازماندگان واقعه بمباران اتمی هیروشیما بوده‌است؛ او در جزیره، دختری با بدنی پوشیده از خز به دنیا می‌آورد.
لئون تراوت می‌گوید که تمام مصیبت‌های انسان از «تنها تبه‌کار داستان من: مغز بیش‌از اندازه بزرگ انسان» است. خوشبختانه، انتخاب طبیعی این مشکل را حل می‌کند چون در آن جزایر کسی موفق است که بتواند به خوبی و با سرعت در آب شنا کند که این به سری کوچک‌تر برای مقابله کمتر با جریان آب نیاز دارد.

## کاراکترهای اصلی
- لئون تروت - راوی داستان که خیلی پیشتر مرده‌است. او فرزند کیلگور تراوت، نویسنده داستان‌های علمی‌تخیلی است که از کاراکترهای تقریباً ثابت بیشتر کتاب‌های ونه‌گات است.
- هرناندو کروز
- ماری هپبورن - بیوه‌ای آمریکایی که در دبیرستانی در شهر ایلیوم درس می‌دهد.
- روی هپبورن - شوهر ماری هپبورن که در سال ۱۹۸۵ بر اثر تومور مغزی مرد.
- آکیکو هیروگوچی - دختر هیساکو که با بدنی پوشیده از خز به دنیا آمد.
- هیساکو هیروگوچی - معلم ایکبانا و همسر باردار زنجی
- زنجی هیروگوچی - نابغه کامپیوتر ژاپنی که دستگاه سخنگوی ترجمه همزمان را با نام گوکوبی اختراع کرده‌است. نسل بعدی آن را نیز با نام مانداراکس ساخته‌است.
- بابی کینگ - سازمان‌دهنده سفر طبیعی قرن
- اندرو مکینتاش - یک سرمایه‌گذار آمریکایی و ماجراجویی پولدار
- سلنا مکینتاش - دختر ۱۸ ساله نابینای اندرو
- آدولف ون کلیست - کاپیتان کشتی باهیا د داروین که در واقع اصلاً نمی‌داند که کشتی را چطور هدایت کند.
- زیگفرید ون کلیست - برادر آدولف که به‌طور موقت در پذیرش هتل الدوررادو کار می‌کند.
- جیمز ویت - یک کلاهبردار ۳۵ ساله آمریکایی
- سرباز جرالدو دلگادو - یک سرباز اکوادوری

## روش داستان‌پردازی
داستان به صورت روایت‌گونه و پشت‌سرهم گفته می‌شود و البته گاهی نتایج رخدادهای گذشته در آینده نیز گفته می‌شود.
همچنین این کتاب شامل مجموعه بزرگی از گفتاوردهای نویسندگان بزرگ است که مربوط به خود داستان هستند و از زبان مانداراکس گفته می‌شوند. مانداراکس یک دستگاه ترجمه همزمان خیالی است که شامل مجموعه گفتاوردهای ادبی و تاریخی نیز هست. از نویسندگان زیر گفتاوردهایی در کتاب آمده‌است (به ترتیب آمدن گفتاوردهایشان در کتاب): آنه فرانک، آلفرد تنیسون، رودیارد کیپلینگ، جان میسفیلد، ویلیام کالن براینت، آمبروز بیرس، لرد بایرون، نوبل کلاگت، جان گرینلیف ویتیر، بنجامین فرانکلین، جان هیوود، سزار باسریا، برتولت برشت، سنت جان، چارلز دیکنز، ایزاک واتس، ویلیام شکسپیر، افلاطون، رابرت براونینگ، ژان دو لا فونتن، فرانسیس رابله، پاتریک آر چالمرز، میشل دو مونتین، جوزف کنراد، جورج ویلیام کورتیس، ساموئل باتلر، تی اس الیوت، آلفرد ادوارد هاوسمن، ادگار آلن پو، چارلز ای کاریل، ساموئل جانسون، توماس کارلایل، ادوارد لیر، هنری دیوید تورو، سوفوکل، رابرت فراست، چارلز داروین.

## برگردان فارسی
- ونه‌گات، کورت (۱۳۸۲). مجمع‌الجزایر گالاپاگوس. ترجمهٔ علی‌اصغر بهرامی. تهران: نشر مروارید. شابک ۹۶۴-۵۸۸۱-۴۱-۲.